# Andries Kalter
Andries Kalter (Rotterdam, 11 november 1904 - Zwolle, 21 maart 1945) was een belangrijke schakel in het verzet tegen de Duitse overheersers ten tijde van de Tweede Wereldoorlog. In het verzet had hij de schuilnamen "Dries", "Oom Jan", "Gerard" en "Blokzijl". Hij begon zijn verzetswerk in Nieuw-Amsterdam met hulp aan buitenlandse krijgsgevangenen. Toen dit niet langer mogelijk was vluchtte hij naar Twente. Hij werd daar onder meer leider van de knokploeg (KP) Almelo en later commandant van het verzetswerk in Noordwest-Overijssel en de Noordoostpolder. Hij werd op 21 maart 1945 in een vuurgevecht te Zwolle met de Duitsers gedood. Op 7 december 1951 werd hij postuum onderscheiden met het Verzetskruis.
Tientallen Fransen en Polen wisten uit Duitse krijgsgevangenkampen te ontvluchten en kwamen via een vaste route bij Andries Kalter terecht. Dankzij het werk van de verzetsgroep Nieuw-Amsterdam keerden velen daarvan veilig naar hun vaderland terug. Op 31 juli 1942 werd bij hem huiszoeking gedaan in een poging hem te arresteren. Op dat moment bevond hij zich echter in 's-Gravenhage. Hij werd gewaarschuwd en dook onder in Enschede. In het politieblad van 20 augustus 1942 verscheen een opsporingsverzoek, niet alleen tegen hem maar ook tegen zijn plaatsgenoten Hendrikus Albert Witvoet en Johannes Albertus Gerhard Tromp.
In  Twente vond hij onderdak bij vrienden die eveneens ondergronds werk verrichten. Spoedig behoorde hij tot de groep van verzetsstrijders die vanuit Mariënberg opereerde die met succes een aantal leden uit kamp Westerbork wist te smokkelen.
Enige tijd later werd Andries Kalter leider van de KP-Almelo. De ploeg pleegde op grote schaal sabotage. Overvallen op distributiekantoren waren noodzakelijk voor het levensonderhoud van een groot aantal onderduikers. Ook werd gezorgd voor valse persoonsbewijzen. Bij honderden werden deze vanuit Almelo naar het Westen gestuurd. Bij Enter werden wapendroppings georganiseerd. De neergelaten wapens werden 's nachts door de KP-ers in veiligheid gebracht.
Als commandant van het verzetswerk in Noordwest-Overijssel en de Noordoostpolder kwam hij veel in de polder, waar ook wapens werden gedropt. Als een van de leidende figuren van het hoofdkwartier dat aanvankelijk in Zwolle en later in Heeten was gevestigd, werkte Andries Kalter o.a. nog samen met de door de Engelsen gedropte Nederlandse officier Henk Brinkgreve.
Tijdens een vergadering van de Landelijke Knokploegen op 21 maart 1945 in het huis van de Zwolse boekhandelaar W. Jakma deed de Grüne Polizei een inval. Bij het vuurgevecht dat volgde sneuvelde Andries Kalter. Voor de Duitsers bleef onbekend wie hij was. Andries Kalter werd eerst te Zwolle begraven, en op 2 mei 1945 te Emmen herbegraven op de Algemene Begraafplaats te Nieuw-Amsterdam, vak 11, rij M, nummer 17. Andries Kalter was 40 jaar, gehuwd, 3 kinderen, en van beroep grossier in groenten en aardappelen.

## Onderscheidingen en oorkondes
| Onderscheiding/oorkonde                                                                          | Datum            | Uitgereikt/getekend door |
| ------------------------------------------------------------------------------------------------ | ---------------- | ------------------------ |
| Nederlands Verzetskruis                                                                          | 7 december 1951  | Koningin Juliana         |
| Frans Croix de Guerre 1939-1945 met verguld zilveren ster                                        | 8 september 1950 | Max Lejeune              |
| Diplôme de Passeur de la République Française                                                    | 7 november 1947  | Charles de Gaulle        |
| Certificate of Commendation of the Supreme Headquarters Allied Expeditionary Force               | 21 augustus 1946 | Dwight D. Eisenhower     |
| Escape and Evasion Assistance Certificate of the Supreme Headquarters Allied Expeditionary Force | (onbekend)       | Arthur Tedder            |

H.J. van Aalderen
· P. van As
· M. Assies
· J.J. Barendsen
· J.A. Beekman
· H.D.J. Beernink
· L.R. Beijnen
· C.J. van den Berg-van der Vlis
· L.A. Bleys
· G. de Boer
· A.A. Bontekoe
· E.J. Bosch ridder van Rosenthal
· D.A. van den Bosch
· I.J. van den Bosch
· J.H. Bosch
· J.C.J. baron Brantsen
· A.L. Charroin
· F.G.M. Conijn
· M. Crans
· R.J. Dam
· F. Datema
· K.H. Derkzen van Angeren
· H. Dienske
· J.L.G. Doornik
· V. Dreyfus
· N. Dupont
· F. Duwaer
· S. Esmeijer
· G.H. Gelder
· J. Gelderman
· W.J. Gertenbach
· E.A. Giran
· O. Giran
· C.H. de Groot
· P.G.S. Guermonprez
· A. Hahn
· W. van Hall
· J.C.H.F. van Hanxleden Houwert
· Th.W.L. baron van Heemstra
· J.J. Hendrikx
· J.L. Hesselberg
· W.J. Heukels
· I. van der Horst
· J. ter Horst
· H.P. Hos
· J.F.H.M. baron van Hövell van Wezeveld en Westerflier
· B. IJzerdraat
· L. Jansen
· A. Kalter
· G.W. Kastein
· A. Keuter
· T.J. Kroeze
· D.M.R.H. Kroon
· H.Th. Kuipers-Rietberg
· A. Meerwaldt
· J.A.A. Mekel
· J.D. van Melle
· D.C.B. Mesritz
· M.-L.C. Meunier
· J.J. Mohr
· J.L. Moonen
· A.C. Nagtegaal
· F. Nieuwenhuijsen
· B. Oosthoek
· J. Oranje
· T. Pannekoek
· J. Post
· A.J. Rozeman
· V.H. Rutgers
· F.R. Ruys
· W. Santema
· J.J. Schaft
· Jhr. J. Schimmelpenninck
· R.L.A. Schoemaker
· G. Schoonman
· W.P. Speelman
· M. van der Stoep
· B.M. Telders
· A.O.H. Tellegen
· O.R. Thomsen
· G. Tieman
· T.W. de Tourton Bruijns
· L.M. Valstar
· G.J. van der Veen
· D. Verloop
· M.A.E. Verspyck
· P.M.R. Versteegh
· C. Vlot
· G. Weidner
· J.H. Westerveld
· H.B. Wiardi Beckman
· J.W. Wildschut
· J.R.E. Wüthrich
· L. Zwanenburg
· Onbekende Joodse soldaat